# Hermann Graebke
Hermann Graebke (* 22. Juli 1833 in Lenzen; † 8. August 1909 in Karlshorst) war ein Heimatschriftsteller der Prignitz.

## Leben
Graebke wurde im Kalandshaus in der Schulstraße 5 in einer alteingesessenen Lenzener Familie als Sohn eines Lehrers geboren. Graebke besuchte nach der Schulzeit die Lehrerseminare in Potsdam und Charlottenburg und war von 1853 bis 1865 in Putlitz als Lehrer tätig. Von 1866 bis zu seinem Tode war er Lehrer in Berlin. Dort gründete er einen Verein zur Pflege des Plattdeutschen (Nordmärkisch), der sich „de Upgow stellt het, de plattdütsch Sprok to hegen un to plegen, damit se nich verloren geiht.“ Seine meist in Mundart geschriebenen Werke zeigen seine Verbundenheit mit der Landschaft seiner Heimat und ihrer Bewohner.
Sein Grab befand sich auf dem Evangelischen Karlshorster und Neuen Friedrichsfelder Friedhof in Berlin-Karlshorst.
Er ist Autor des Prignitzliedes Mien Prignitzland.  In Pritzwalk ist eine Straße nach ihm benannt.

## Werke

Großmutter in der Kinderstube

- Plattdütsche Gedichte. Berlin 1879
- Prignitzer Kamellen und Hunnenblömer. Zürich 1896
- Prignitzer Vogelstimmen (Gedichte). Berlin 1902
- Prignitzer Platt ("Een Verlobungsdag"). Pritzwalk 1909
- Großmutter in der Kinderstube. Märchen. Leipzig 1905